# 馮作霖
冯作霖（？—？），号润华，直隶真定府赵州寧晉縣人。

## 生平
万历四十一年（1613年）癸丑科進士，未任官。

## 家族
族弟冯英，丁未进士。